# Черкези в Турция
Черкезите в Турция (на турски: Türkiye Çerkezleri) са между 1 000 000 и 2 000 000 души.

## История
След влизането в състава на Руската империя на Кавказ през 1770 година, в рамките на един век много черкези мигрират, или са депортирани в Османската империя.
В периода между 1855 и 1880 година в Османската империя се заселват около 600 000 черкезки бежанци, главно по време на Черкезкия геноцид, които са разполагат главно в Западен и Централен Анадол.
В историята на Османската империя и Турция, черкезите са били винаги лоялни към управляващите партии, политици и султани. Много черкези взимат участие на страната на Турция в Гръцко-турската война (1919 – 1922). След победата и Декларацията за независимост на Ататюрк през 1923 година на черкезите, обаче, е забранена проявата на културна дейност. Техни културни клубове са затворени, изгорени са издания на черкезки език а техните членовете задържани. През 1930 година черкезсия език заедно с други малцинствени езици е забранен.

## Разпространение
Черкезите са разпръснати в цяла Турция, съсредоточени са най-вече в селата във вилаетите: Адана, Амасия, Балъкесир (Бандърма и Гьонен), Болу, Бурса, Биледжик, Дюздже, Ескишехир, Йозгат, Кайсери, Кахраманмараш, Коджаели, Самсун, Сивас, Токат, Чанаккале (Бига) и Чорум.